# Găești
Găești es una ciudad de Rumania en el distrito de Dâmbovița.

## Geografía
Se encuentra a una altitud de 190 m s. n. m. a 80 km de la capital, Bucarest.

## Demografía
Según estimación 2012 contaba con una población de 15 308 habitantes.
| 1948  | 1956  | 1966  | 1977   | 1992   | 2002   | 2012   |
| 7 726 | 7 179 | 8 962 | 12 494 | 18 566 | 15 585 | 15 308 |